# Zach Thomas
Zachary Michael Thomas, detto Zach (Pampa, 1º settembre 1973), è un ex giocatore di football americano statunitense che ha militato nel ruolo di linebacker nella National Football League (NFL) per tredici stagioni. Al college ha giocato a football alla Texas Tech University, venendo premiato come All-American. Scelto dai Miami Dolphins nel quinto giro del Draft NFL 1996 è rimasto con loro per dodici stagioni. È stato convocato sette volte per il Pro Bowl e in carriera ha messo a segno oltre 1.700 tackle. Nel 2023 è stato introdotto nella Pro Football Hall of Fame.

## Carriera professionistica
Stagione 1996
Selezionato come 154ª scelta dai Miami Dolphins, ha giocato 16 partite tutte da titolare facendo 2 sack, 3 intercetti per 64 yard con un touchdown ed un ritorno su kickoff per 17 yard.
Stagione 1997
Ha giocato 15 partite tutte da titolare facendo 0,5 sack ed un intercetto per 10 yard.
Stagione 1998
Ha giocato 16 partite tutte da titolare facendo 2 sack e 3 intercetti per 21 yard con 2 touchdown"record personale.
Stagione 1999
Ha giocato 16 partite tutte da titolare facendo un sack, un intercetto per nessuna iarda ed infine un ritorno su kick off per 15 yard.
Stagione 2000
Ha giocato 11 partite tutte da titolare facendo 1,5 sack ed un intercetto per nessuna iarda.
Stagione 2001
Ha giocato 15 partite tutte da titolare facendo 154 tackle di cui 94 da solo, 3 sack, 2 deviazioni difensive ed infine 2 intercetti per 51 yard con un touchdown.
Stagione 2002
Ha giocato 16 partite tutte da titolare facendo 156 tackle di cui 101 da solo, 0,5 sack, 2 deviazioni difensive ed infine un intercetto per 7 yard.
Stagione 2003
Ha giocato 15 partite tutte da titolare facendo 152 tackle di cui 84 da solo, un sack, 6 deviazioni difensive ed 3 intercetti per 21 yard.
Stagione 2004
Ha giocato 13 partite tutte da titolare facendo 145 tackle di cui 85 da solo, 2 sack e 4 deviazioni difensive.
Stagione 2005
Ha giocato 14 partite tutte da titolare facendo 158 tackle di cui 104 da solo, 2 sack, 2 deviazioni difensive ed un intercetto per nessuna iarda.
Stagione 2006
Ha giocato 16 partite tutte da titolare facendo 165 tackle"record personale" di cui 103 da solo, 3 sack, 9 deviazioni difensive e un intercetto perdendo 4 yard.
Stagione 2007
Ha giocato 5 partite tutte da titolare facendo 52 tackle di cui 42 da solo, un sack e 2 deviazioni difensive.
Stagione 2008
Passa ai Dallas Cowboys dove gioca 16 partite di cui 14 da titolare facendo 94 tackle di cui 65 da solo, un sack e 3 deviazioni difensive.
Stagione 2009
L'11 aprile dopo esser stato sul mercato dei free agent ha firmato un contratto di un anno per 2 milioni di dollari con i Kansas City Chiefs. Successivamente, il 5 settembre è stato rilasciato.
Stagione 2010
il 20 maggio ha firmato un contratto di un singolo giorno con i Miami Dolphins, successivamente ha dichiarato il suo ritiro.
Nel 2015, Thomas è stato introdotto nella College Football Hall of Fame.

## Palmarès
- Convocazioni al Pro Bowl: 7

1999, 2000, 2001, 2002, 2003, 2005, 2006
- First-team All-Pro: 5

1998, 1999, 2002, 2003, 2006
- Second-team All-Pro: 2

2001, 2005
- Miglior difensore della AFC del mese: 2

ottobre 1996, settembre 1998
- Difensore della AFC della settimana: 3

1ª e 16ª del 2001, 14ª del 2005
- PFWA All-Rookie Team - 1996
- Formazione ideale della NFL degli anni 2000
- Miami Dolphins Honor Roll
- Pro Football Hall of Fame (classe del 2023)
- College Football Hall of Fame

## Vita privata
Il nipote di Thomas, Mason Taylor, figlio del suo ex compagno ai Dolphins Jason Taylor, gioca come tight end per i New York Jets.